# 迪克·夸克斯
迪克·夸克斯（英語：Dick Quax，1948年1月1日—2018年5月28日），新西兰男子田径运动员。他曾代表新西兰参加1972年和1976年夏季奥林匹克运动会田径比赛，其中1976年夏季奥运会获得一枚银牌。